# Microcebus griseorufus
Il microcebo rossogrigio (Microcebus griseorufus) è una specie di lemure endemica del Madagascar, dove lo si trova nella zona sud-occidentale dell'isola, nei pressi di Toliara.

## Descrizione
Il pelo è grigio con sfumature brune sulle spalle, corto e folto con radi peli più lunghi: il cranio è color cannella, con due bande romboidali attorno agli occhi dello stesso colore; color cannella è anche una banda sfumata che corre dalla nuca alla punta della coda.
Rispetto alle altre specie congeneri, il cranio di questi animali ha una struttura più robusta.